# Verbenoxylum
Verbenoxylum es un género de plantas con flores  pertenecientes a la familia de las Verbenaceae. Su única especie, Verbenoxylum reitzii (Moldenke) Tronc., Darwiniana 16: 626 (1971), es originaria de Brasil en Santa Catarina.

## Sinonimia
- Citharexylum reitzii Moldenke, Phytologia 3: 59 (1949).[1]